# اللواء الثالث مدرع (اليمن)
اللواء الثالث مدرع هو لواء مدرع يمني، كان يتبع الحرس الرئاسي الخاص  التابع للحرس الجمهوري حتى 6 أغسطس 2012 عند ضمه لقوات الحماية الرئاسية، ويقع معسكر اللواء في دار الرئاسة بصنعاء.
بعد انقلاب اليمن 2014 وبدء الحرب الأهلية اليمنية والعمليات العسكرية ضد الحوثيين يعتبر اللواء من القوات المؤيدة لعلي عبد الله صالح والحوثيون.

## تاريخ
سيطر المسلحون الحوثيون على دار الرئاسة في 19 يناير 2015 بعد اشتباكات مع الحرس الرئاسي،  وأقتحموا معسكرات للجيش ومقرات الحرس الرئاسي أو الحماية الرئاسية.

## القادة
| م | القائد | بداية | نهاية | ملاحظة |
| - | ------ | ----- | ----- | ------ |
| 1 |        | -     |       |        |
| 2 |        |       |       |        |